# Darlan, le troisième homme de Vichy
Darlan, le troisième homme de Vichy est un documentaire réalisé par Jérôme Prieur en 2021,.

## Synopsis
L'histoire du rôle politique de l'amiral François Darlan, apparemment républicain avant la Seconde guerre mondiale (il est récompensé du titre d'amiral de la flotte), devenu partisan, durant le régime de Vichy, de la collaboration avec l'occupant allemand, de la mise en place de lois raciales, mais aussi des négociations, sans foi ni loi, avec les Alliés lors de l'Opération Torch (Débarquement des Alliés en Afrique du Nord ) jusqu'à son assassinat le 24 décembre 1942 par le jeune résistant Fernand Bonnier de la Chapelle, âgé de 20 ans, jugé sommairement le lendemain et promptement exécuté.

## Fiche technique
- Réalisation : Jérôme Prieur
- Montage : Isabelle Poudevigne
- image : Renaud Personnaz
- Son : Frédéric Loth
- Musique : Marc-Olivier Dupin
- Producteur : Sophie Faudel
- Société de production : Mélisande Films
- Diffuseur : Histoire TV
- Pays d'origine : France
- Langue originale : français
- Format : Couleur et noir & blanc

## Réception
Le Monde parle d'un documentaire qui détaille avec minutie les actions de Darlan tandis que Télérama salue la mise en lumière du rôle de l'amiral.